# جيوفري بورن
جيوفري بورن (بالإنجليزية: Geoffrey Bourne)‏ ولد في 17 نوفمبر 1909 وتوفي في 19 يوليو 1988. عالم أمريكي من أصل أسترالي مختص في علم التشريح. وقد درس الغدة الكظرية وهو أوائل من فحص الأنسجة الخاصة بها.

## مواقع خارجية
- Geoffrey Bourne, الموسوعة البريطانية (يلزم الاشتراك)
- Biography, من موقع جامعة ولاية مينيسوتا